# Gabrio Giuseppe Serbelloni, I duca di San Gabrio
Gabrio Serbelloni, I duca di San Gabrio (Milano, 19 dicembre 1635 – Milano, 5 novembre 1712), è stato un militare, politico e duca italiano.

## Biografia

### Infanzia

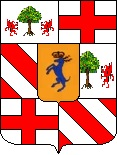
Stemma della famiglia Serbelloni

Nato a Milano il 19 dicembre 1635, Gabrio era figlio di Giovanni Serbelloni, II conte di Castiglione e di sua moglie, la nobildonna Luigia de Marini, dei marchesi di Castelnuovo Scrivia.

### Duca di San Gabrio

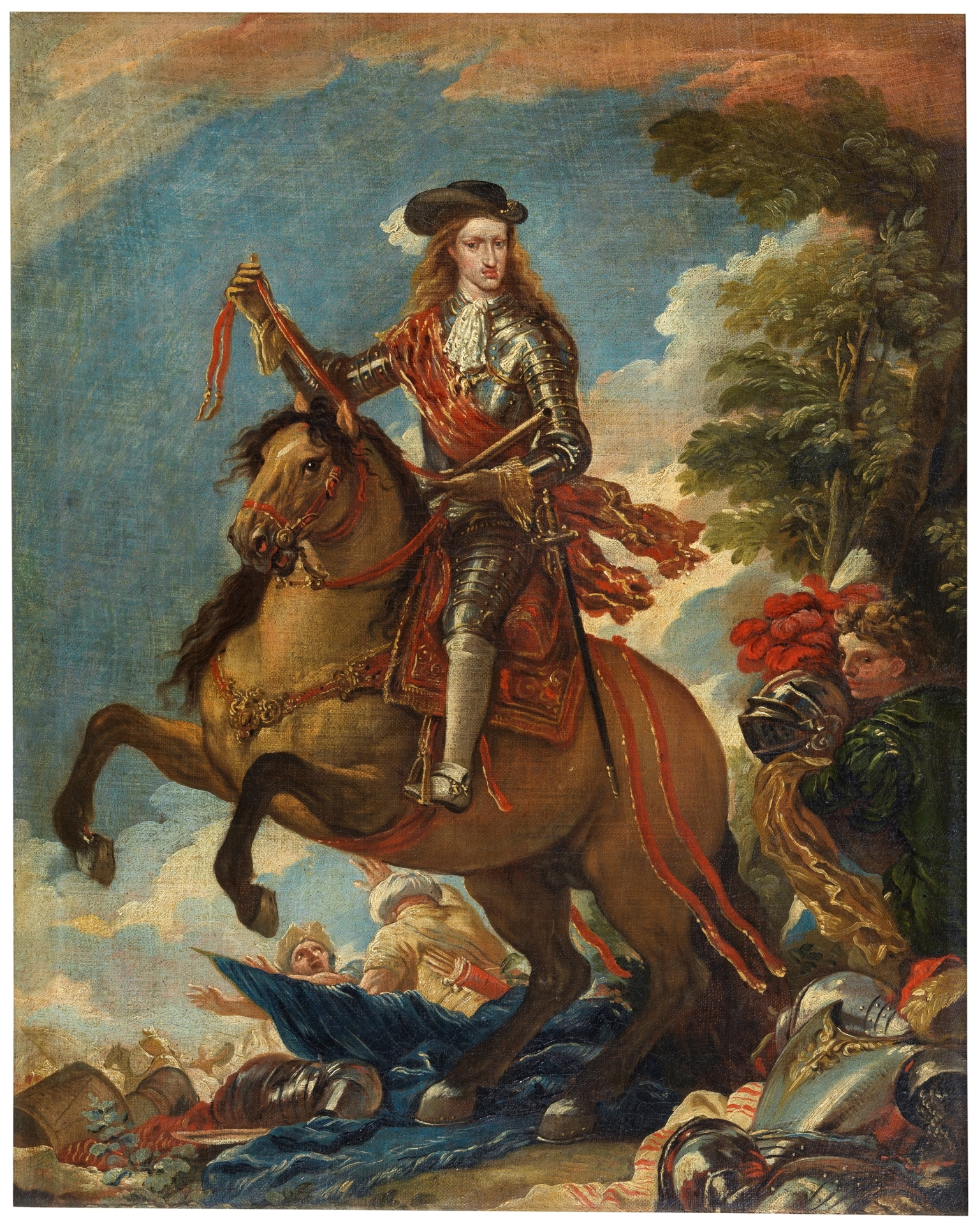
Ritratto Equestre del Re Carlo II di Spagna, (Opera di Luca Giordano)

Perso il padre quando aveva appena tre anni, gli succedette nel titolo di Conte di Castiglione sotto la tutela della madre. Per i servizi resi da suo padre alla Spagna, quando ebbe raggiunto la maggiore età, re Carlo II di Spagna (tra gli altri titoli anche Duca di Milano), gli concesse il titolo di Duca di San Gabrio (sul nome e quindi slegato da ogni possedimento feudale) con diploma del 13 novembre 1684.
Apprezzato cartografo militare, realizzò una mappa della città di Mdina, sull'Isola di Malta, per Carlo II dopo il terremoto che l'aveva colpita nel 1693.

### Matrimonio
Gabrio sposò a Roma il 28 ottobre 1663 la nobildonna romana Livia Lante Montefeltro della Rovere (già vedova di Giovanni Borromeo), figlia di Ludovico Lante Montefeltro della Rovere e di sua moglie, Olimpia Cesi.

### Carriera militare
Intrapresa la carriera militare, divenne capitano di una compagnia di fanteria italiana al servizio della Spagna nel 1656. Entrò quindi nei 60 decurioni della città di Milano nel 1666 e vi rimase in carica sino al 1693. Nel frattempo fu giudice delle strade del ducato nel 1673 e nel 1678 si occupò di sedare i tumulti insorti tra gli abitanti della Valsesia e quelli di Varallo. Nel 1681 venne nominato come suo padre maestro di campo della milizia urbana di Milano e dal 1689 fu maestro di campo ad honorem. Entrò nei XII di provvisione nel 1602. Nel 1710 ottenne il grandato di Spagna.

### Ultimi anni e morte

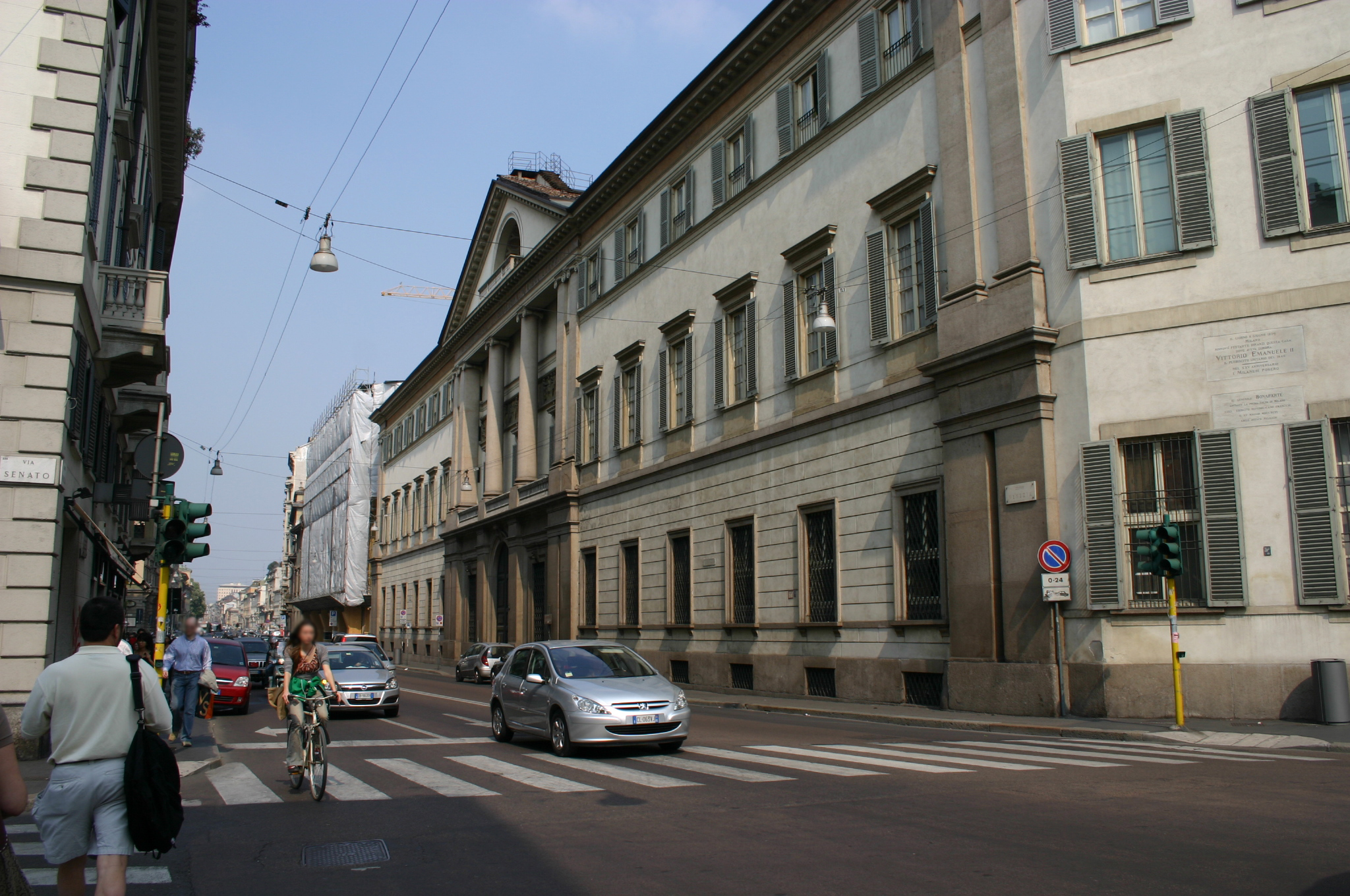
Palazzo Serbelloni a Milano.

Il 22 settembre 1689 acquistò dalla Regia Camera di Milano il feudo di Gorgonzola, capopieve, coi relativi diritti di pesca, caccia e riscossione del dazio sull'imbottato. Nel 1690 acquistò dalla medesima Camera anche i feudi di Camporicco e Cassina de' Pecchi. Per sottolineare il proprio status sociale, avviò la costruzione di Palazzo Serbelloni a Milano, sulla direttrice verso Porta Orientale.
Morì a Milano il 5 novembre 1712.

## Discendenza
Gabrio e Livia Lante Montefeltro della Rovere ebbero un solo figlio:
- Giovanni (1665-1732), II duca di San Gabrio, sposò Maria Giulia Trotti Bentivoglio

## Ascendenza
|                                                             |                                                                |                            | Genitori                  |  |  | Nonni |  |  | Bisnonni          |  |  | Trisnonni                  |  |
|                                                             |                                                                |                            |                           |  |  |       |  |  | Gabrio Serbelloni |  |  | Giovanni Pietro Serbelloni |  |
|                                                             |                                                                |                            |                           |  |  |       |  |  | Gabrio Serbelloni |  |  | Giovanni Pietro Serbelloni |  |
|                                                             |                                                                | Elisabetta Rajnoldi        |                           |  |  |       |  |  | Gabrio Serbelloni |  |  |                            |  |
| Giovanni Battista Serbelloni, I conte di Castiglione        |                                                                |                            |                           |  |  |       |  |  | Gabrio Serbelloni |  |  |                            |  |
|                                                             |                                                                | Caterina Bellingeri        | …                         |  |  |       |  |  |                   |  |  |                            |  |
|                                                             |                                                                | Caterina Bellingeri        | …                         |  |  |       |  |  |                   |  |  |                            |  |
|                                                             |                                                                | Caterina Bellingeri        | …                         |  |  |       |  |  |                   |  |  |                            |  |
| Giovanni Serbelloni, II conte di Castiglione                |                                                                | Caterina Bellingeri        |                           |  |  |       |  |  |                   |  |  |                            |  |
|                                                             |                                                                | Fabrizio Balbi             | Giovanni Balbi            |  |  |       |  |  |                   |  |  |                            |  |
|                                                             |                                                                | Fabrizio Balbi             | Giovanni Balbi            |  |  |       |  |  |                   |  |  |                            |  |
|                                                             |                                                                | Fabrizio Balbi             | …                         |  |  |       |  |  |                   |  |  |                            |  |
| Ottavia Balbi                                               |                                                                | Fabrizio Balbi             |                           |  |  |       |  |  |                   |  |  |                            |  |
|                                                             |                                                                | …                          | …                         |  |  |       |  |  |                   |  |  |                            |  |
|                                                             |                                                                | …                          | …                         |  |  |       |  |  |                   |  |  |                            |  |
|                                                             |                                                                | …                          | …                         |  |  |       |  |  |                   |  |  |                            |  |
| Gabrio Giuseppe Serbelloni, I duca di San Gabrio            |                                                                | …                          |                           |  |  |       |  |  |                   |  |  |                            |  |
|                                                             | Giovanni Battista de Marini, I marchese di Castelnuovo Scrivia | Giovanni de Marini         |                           |  |  |       |  |  |                   |  |  |                            |  |
|                                                             | Giovanni Battista de Marini, I marchese di Castelnuovo Scrivia | Giovanni de Marini         |                           |  |  |       |  |  |                   |  |  |                            |  |
|                                                             | Giovanni Battista de Marini, I marchese di Castelnuovo Scrivia | Pellina Lomellini          |                           |  |  |       |  |  |                   |  |  |                            |  |
| Gian Girolamo de Marini, II marchese di Castelnuovo Scrivia | Giovanni Battista de Marini, I marchese di Castelnuovo Scrivia |                            |                           |  |  |       |  |  |                   |  |  |                            |  |
|                                                             |                                                                | Luisa Doria                | Niccolò Doria             |  |  |       |  |  |                   |  |  |                            |  |
|                                                             |                                                                | Luisa Doria                | Niccolò Doria             |  |  |       |  |  |                   |  |  |                            |  |
|                                                             |                                                                | Luisa Doria                | Camilla Fieschi           |  |  |       |  |  |                   |  |  |                            |  |
| Luigia de Marini                                            |                                                                | Luisa Doria                |                           |  |  |       |  |  |                   |  |  |                            |  |
|                                                             |                                                                | Giovanni Battista Grimaldi | Giovanni Giacomo Grimaldi |  |  |       |  |  |                   |  |  |                            |  |
|                                                             |                                                                | Giovanni Battista Grimaldi | Giovanni Giacomo Grimaldi |  |  |       |  |  |                   |  |  |                            |  |
|                                                             |                                                                | Giovanni Battista Grimaldi | Gironima de' Mari         |  |  |       |  |  |                   |  |  |                            |  |
| Cecilia Grimaldi                                            |                                                                | Giovanni Battista Grimaldi |                           |  |  |       |  |  |                   |  |  |                            |  |
|                                                             |                                                                | Maddalena Spinola          | Andrea Spinola            |  |  |       |  |  |                   |  |  |                            |  |
|                                                             |                                                                | Maddalena Spinola          | Andrea Spinola            |  |  |       |  |  |                   |  |  |                            |  |
|                                                             |                                                                | Maddalena Spinola          | Brigida Lomellini         |  |  |       |  |  |                   |  |  |                            |  |
|                                                             |                                                                | Maddalena Spinola          |                           |  |  |       |  |  |                   |  |  |                            |  |